# Phytoseius rimandoi
Phytoseius rimandoi är en spindeldjursart som beskrevs av Corpuz-Raros 1966. Phytoseius rimandoi ingår i släktet Phytoseius och familjen Phytoseiidae. Inga underarter finns listade i Catalogue of Life.